# Jacek Kamczyc
Jacek Kamczyc – polski leśnik, doktor habilitowany nauk rolniczych, adiunkt na Uniwersytecie Przyrodniczym w Poznaniu, specjalista od ochrony lasu.

## Kariera naukowa
W 2005 roku został zatrudniony na Uniwersytecie Przyrodniczym w Poznaniu, a w 2008 roku na jego Wydziale Leśnym uzyskał stopień doktora nauk rolniczych w zakresie leśnictwa na podstawie rozprawy pt. Roztocze glebowe z rzędu Mesostigmata w biogrupach wybranych gatunków drzew leśnych w Parku Narodowym Gór Stołowych, której promotorem był Dariusz Gwiazdowicz. W 2021 roku ta sama uczelnia nadała mu stopień doktora habilitowanego nauk rolniczych w dyscyplinie nauk leśnych na podstawie pracy pt. Środowiskowe uwarunkowania różnorodności gatunkowej zgrupowań roztoczy (Acari, Mesostigmata) w ekosystemach leśnych.